# La Réflexion
La Réflexion – ou La Méditation – est un tableau réalisé par le peintre français Gustave Courbet en 1864. Cette huile sur toile est le portrait en buste d'une jeune femme aperçue par son profil gauche, alors qu'elle joue avec ses cheveux bruns, manifestement en pleine réflexion. Elle fonctionne ainsi comme une allégorie de la Méditation. Achetée en 1870, l'œuvre est conservée au musée de la Chartreuse, à Douai, dans le Nord, en France.